# Conférence de Berlin (26-27 mars 1917)
Vous lisez un « bon article » labellisé en 2019.
Pour les articles homonymes, voir Conférence de Berlin (homonymie).

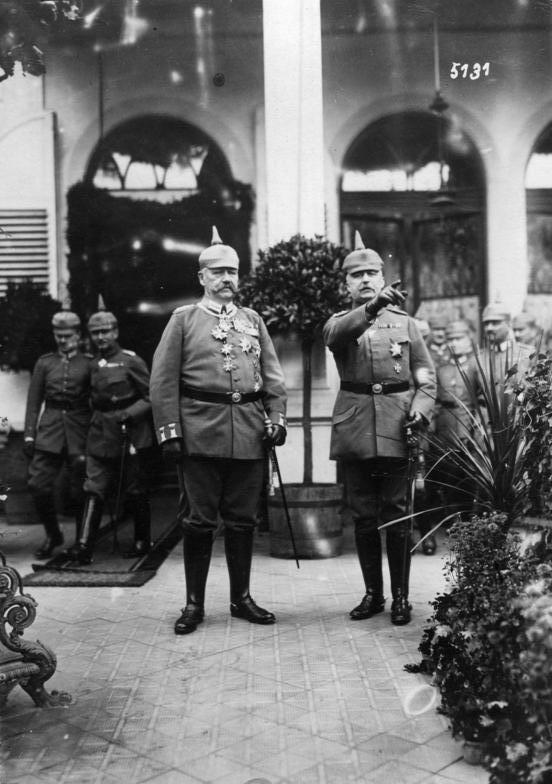
Les Dioscures Paul von Hindenburg et Erich Ludendorff ne sont pas informés de l'existence du procès-verbal des rencontres du mois de mars 1917.

La conférence de Berlin des 26 et 27 mars 1917 est la seconde rencontre gouvernementale réunissant Arthur Zimmermann et Ottokar Czernin, ministres allemand et austro-hongrois des affaires étrangères, sous la présidence du chancelier du Reich, Theobald von Bethmann Hollweg. Cette rencontre est destinée à définir les buts de guerre du Reich impérial et de la double monarchie ; elle doit également préparer la première rencontre officielle entre l'empereur allemand Guillaume II et le nouvel empereur-roi Charles Ier. Alors que des changements de personnel politique s'opèrent dans la double monarchie de plus en plus épuisée par le conflit qui se prolonge, cette rencontre constitue la première manifestation de dissensions entre les deux alliés autour de la question des conditions de sortie du conflit.

## Contexte

### Les puissances centrales face à la révolution russe
La révolution de Février met provisoirement un terme aux opérations militaires sur le front de l'Est ; cependant, le choix du gouvernement provisoire russe de rester fidèle aux alliances conclues par le régime impérial oblige le Reich et ses alliés à maintenir sur place un nombre important de divisions pour faire face aux troupes russes.
Les divergences d'interprétation des événements en Russie deviennent rapidement un fossé d'incompréhension entre le Reich et la double monarchie. En effet, les responsables austro-hongrois interprètent les événements révolutionnaires russes de février comme une aspiration à la paix ; de plus, ils estiment que ces événements pourraient influer sur la situation intérieure déjà tendue et que les populations allemandes comme austro-hongroises pourraient aspirer à la révolution, possible préalable à la fin rapide du conflit.
Cependant, malgré la volonté du nouveau gouvernement russe de poursuivre la guerre, la révolution et les troubles qui en découlent ont fait disparaître pour un temps les capacités opérationnelles de l'Armée russe ; conscients de cette réalité, les planificateurs militaires du Reich et de la double monarchie redéploient rapidement en Italie, dans les Balkans et à l'Ouest une partie de leurs armées alors engagées sur le front de l'Est,.

### Buts de guerres de la Quadruplice
Répondant à une demande officielle allemande faite le 18 octobre 1916, Stephan Burián von Rajecz, alors ministre des affaires étrangères austro-hongrois, adresse le 5 novembre 1916, à ses alliés de la Quadruplice, une note dans laquelle il précise les buts de guerre de la double monarchie, à la recherche d'un « accroissement de puissance et de sécurité ».
Dans les jours qui suivent, les ambassadeurs du Reich en poste en Bulgarie et dans l'Empire ottoman adressent aux gouvernements bulgare et ottoman des demandes de clarification sur la question des buts de guerre. Les divergences portent essentiellement sur les annexions bulgares et les compensations à octroyer aux Ottomans et aux Austro-Hongrois,.
Renseigné sur ces différents programmes, le chancelier impérial rend alors publiques le 1er janvier 1917 les conditions d'une paix équitable pour le gouvernement du Reich. Fruit d'un compromis entre civils et militaires, ce programme réclame l'annexion des territoires occupés par le Reich en Courlande et en Lituanie, la reconstitution d'un royaume de Pologne étroitement contrôlé par le Reich, l'annexion des bassins miniers de Lorraine française et de Belgique ainsi que la restitution des colonies allemandes alors occupées par les Alliés.

### Divergences entre Alliés
L'avènement de Charles Ier, en décembre 1916, ne modifie pas en apparence la gestion de la guerre par le personnel de la double monarchie, désireux cependant de mettre un terme à la participation austro-hongroise au conflit. Malgré tout, Charles modifie la politique menée par la double monarchie vis-à-vis du Reich, ne se ralliant plus inconditionnellement aux aspirations allemandes,.
Cette aspiration à modifier les termes de l'alliance entre le Reich et la double monarchie se matérialise par la volonté de l'empereur-roi Charles de conclure avec les Alliés une paix de compromis, basée sur le statu quo ; ce changement politique apparaît nécessaire aux yeux du monarque et de son entourage, conscients du délabrement général de la double monarchie au terme de 30 mois de conflit,.
Pour négocier la paix de compromis souhaitée par le monarque austro-hongrois, des émissaires sont envoyés en Suisse, dès le début du mois de février 1917, afin de rencontrer des diplomates représentant des États neutres ; ces rencontres sont destinées à restaurer des relations avec la France, informelles et discrètes dans un premier temps. Cependant, les négociateurs de la double monarchie sont en réalité manœuvrés par Matthias Erzberger et Georg von Hertling, alors ministre-président du royaume de Bavière, partisans l'un comme l'autre de la poursuite de la guerre jusqu'à la victoire du Reich,.

## Négociateurs

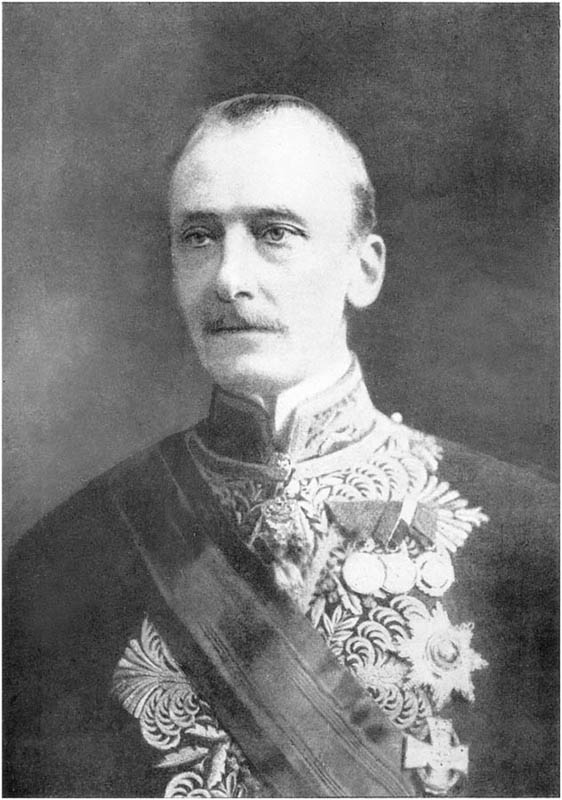
Ottokar Czernin représente la double monarchie.

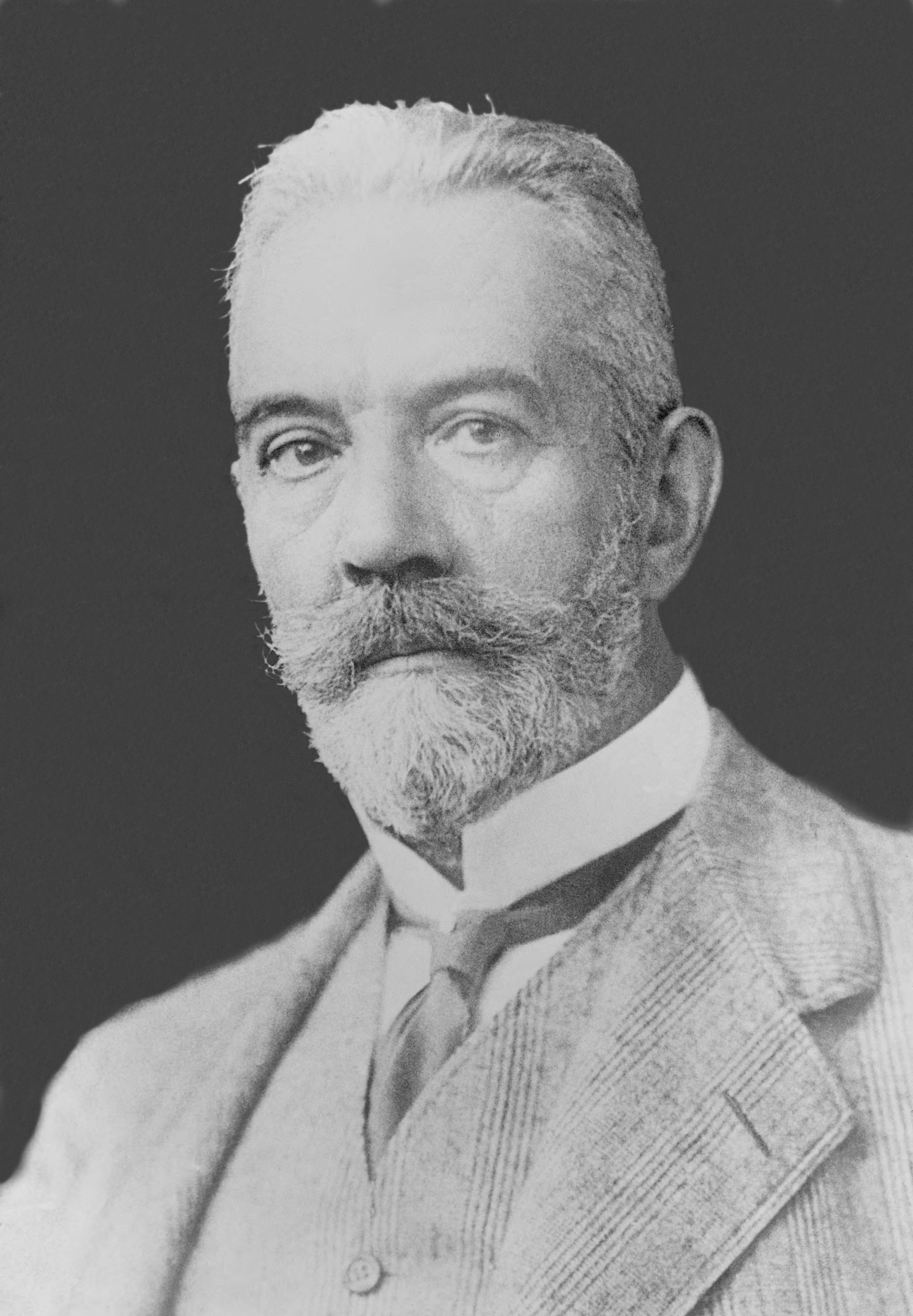
Le chancelier du Reich, Theobald von Bethmann Hollweg, ici en 1917, impose sa conception des buts de guerre à son interlocuteur austro-hongrois.

La conférence se réunit au siège du ministère des affaires étrangères du Reich, à Berlin.
La présidence de séance est confiée au chancelier du Reich, Theobald von Bethmann Hollweg, assisté du secrétaire d'État aux affaires étrangères, Arthur Zimmermann ; le chancelier et son secrétaire d'État sont conseillés par leurs principaux collaborateurs.
Le ministre austro-hongrois des Affaires étrangères, Ottokar Czernin, représente la double monarchie. La délégation austro-hongroise compte en son sein le nouveau chef de cabinet du ministre, Alexander Hoyos, ainsi que de Ladislas Müller von Szentgyörgyi, chef de section au sein du ministère des affaires étrangères,.

## Discussions
Face au représentant d'un allié de plus en plus épuisé par le conflit qui se prolonge, le chancelier impérial impose les objectifs politiques poursuivis par le Reich à son interlocuteur austro-hongrois.

### LeReich, principal acteur de la quadruplice
Dans les échanges entre le chancelier du Reich et le ministre austro-hongrois, Theobald von Bethamnn Hollweg impose à son interlocuteur les objectifs allemands, en dépit de l'apparence d'une alliance entre partenaires égaux. Le faible nombre de concessions réelles obtenues par le ministre austro-hongrois constitue une preuve supplémentaire du caractère de plus en plus asymétrique de l'alliance entre le Reich et la double monarchie, mettant l'empire des Hohenzollern en mesure de se substituer à l'empire des Habsbourg, les évinçant progressivement de leurs positions politiques et économiques dans les Balkans et dans l'Est de l'Europe,.
Cependant, au début de l'année 1917, le nouveau ministre austro-hongrois des Affaires étrangères tente une nouvelle fois de convaincre le chancelier du Reich de la nécessité de transiger sur les conditions de sortie du conflit. En dépit de l'existence d'un rapport de force avec la double monarchie qui lui est largement favorable, l'importance des positions du Reich doit être relativisée. Czernin parvient en effet à négocier un cadre minimal de définition des buts de guerre poursuivis par les deux alliés ; ce programme minimal reste cependant flou, autorisant de grandes divergences d'interprétation de part et d'autre.

### Partage des conquêtes

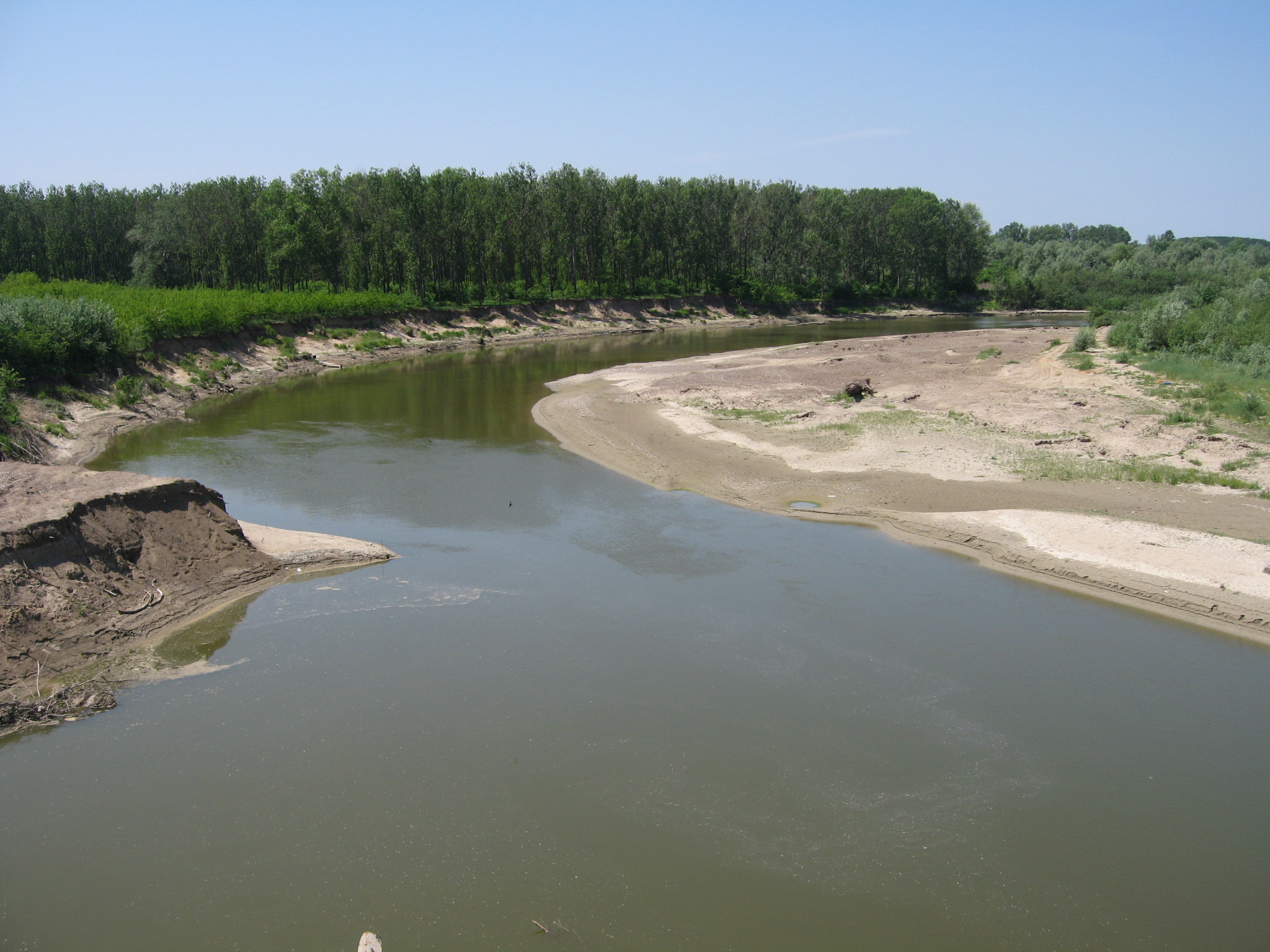
Le Siret, ici dans la région de Mircesti, doit constituer la nouvelle frontière entre la Russie et la double monarchie.

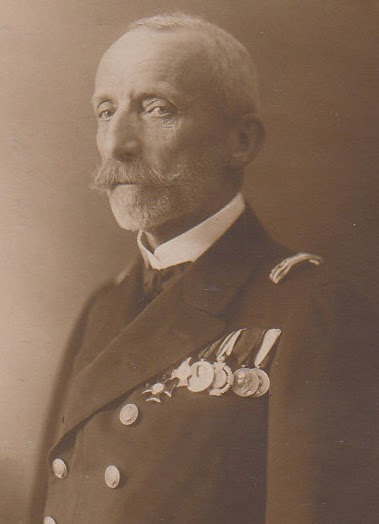
Czernin souhaite voir la couronne royale polonaise dévolue à Charles-Étienne de Teschen, ici dans son uniforme d'amiral de la marine austro-hongroise en 1917.

La répartition des territoires conquis par la quadruplice depuis le déclenchement des hostilités constitue aussi un enjeu dans les relations entre le Reich et la double monarchie au début de l'année 1917.
Les discussions se focalisent rapidement sur la nécessité de l'adéquation entre les « résultats militaires obtenus respectivement par les deux puissances » et la dévolution des conquêtes à l'une ou à l'autre ; conjointement, Czernin se montre partisan de mettre en place un « pool »[pas clair] afin de retarder le plus possible la question de la dévolution définitive des conquêtes du Reich et de ses alliés,.
Cependant, au fil des échanges entre les deux parties, Czernin parvient à convaincre le chancelier de la nécessité du retour de la Roumanie dans la sphère d'influence austro-hongroise, en échange de la cession de la Pologne au Reich : le territoire du royaume est ainsi promis à être partagé entre la Russie et la double monarchie, le Siret marquant la frontière entre les zones d'influence russe et austro-hongroise. Le statut des régions promises à l'Autriche-Hongrie n'est pas encore définitivement fixé, les Austro-hongrois balançant entre l'annexion pure et simple et la mise en place d'une monarchie fantoche et croupion, dont la couronne serait dévolue à un archiduc de la famille des Habsbourg,.

### Maintien des buts de guerre duReich
Dans un contexte global marqué par l'arrêt des opérations sur le front de l'Est et par l'importance prise par les armées allemandes dans le dispositif austro-allemand, le chancelier du Reich revendique pour l'Allemagne la victoire sur ce théâtre d'opérations. Cependant, il est de moins en moins assuré que le Reich et ses alliés sortent victorieux du conflit qui se prolonge.
Pour cette raison, le représentant allemand s'oppose à toute paix blanche ou à toute forme de compromis avec les Alliés. Devant ses proches conseillers, Bethmann Hollweg définit le 11 mars, quinze jours avant la conférence avec Czernin, le principal but de guerre du Reich, visant à donner au Reich les moyens de devenir une véritable puissance mondiale : le chancelier se propose de permettre un rapprochement entre le Reich et, dans un premier temps, ses voisins immédiats que sont la Belgique, la Pologne et la monarchie des Habsbourg,.

### Conditions de sortie du conflit

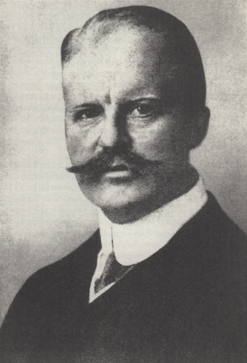
Arthur Zimmermann se montre partisan d'ouvrir des négociations de paix avec les Alliés.

Dans un contexte marqué par l'affaiblissement de la pression militaire sur le front de l'Est, les Allemands Bethmann-Hollweg, Zimmermann et l'Austro-hongrois Czernin définissent les conditions minimales auxquelles l'Empire allemand et la double monarchie se déclarent prêtes à sortir du conflit.
Aux yeux des ministres allemands, la sortie du conflit doit permettre, dans la pire des configurations, le retour du statu quo ante bellum, notamment la restitution de l'empire colonial allemand. Cependant, conscient de la réalité du rapport de force qui penche de plus en plus en faveur des Alliés, Bethmann-Hollweg tente de convaincre les dioscures, Paul von Hindenburg et Erich Ludendorff, qui s'affirment au printemps et à l'été 1917 comme les véritables détenteurs du pouvoir politique dans le Reich, de la nécessité d'ouvrir des pourparlers en vue de la conclusion d'une paix de compromis avec les Alliés. Déçus, ces derniers songent alors à imposer à Guillaume II, de plus en plus confiné dans une fonction décorative, la démission du chancelier,.
Pour l'Austro-hongrois, l'intégrité territoriale de la double monarchie constitue, à la fin de l'hiver 1916-1917, le premier des buts de guerre. Le retour des provinces autrichiennes occupées constitue pour Czernin un objectif non négociable, même s'il doit être payé de l'abandon des prétentions austro-hongroises en Pologne.

## Issue

### Le protocole du27 mars
La conférence de Berlin des 26 et 27 mars 1917 constitue l'occasion de rédiger un procès-verbal unique reprenant les avancées partielles négociées le 16 mars à Vienne — réunion à l'issue de laquelle aucun compte-rendu n'a été rédigé.
Le chancelier du Reich participe à la rédaction de ce protocole, mais semble n'en informer ni les Dioscures, Paul von Hindenburg et Erich Ludendorff, ni le secrétaire d'État aux Affaires étrangères du Reich, Arthur Zimmermann ; de même, Theobald von Bethmann Hollweg n'informe pas Georg Michaelis, son successeur à la chancellerie, de l'existence de ce document.
Ce document définit des conditions de sortie du conflit de manière souple et répartit les conquêtes européennes de la quadruplice entre le Reich, la double monarchie et la Bulgarie ; les moyens déployés par chacun des trois États dans la recherche de la victoire doivent constituer la clé de répartition des conquêtes entre les trois alliés, ce qui privilégie le Reich et la double monarchie face à la Bulgarie.

### Divergences allemandes
Les résultats des pourparlers préparatoires entre Allemands et Austro-hongrois suscitent d'intenses débats parmi les responsables civils et militaires allemands ; en effet, l'ampleur des concessions octroyées à la double monarchie par le chancelier du Reich et ses principaux collaborateurs incite les Dioscures à considérer les accords germano-austro-hongrois du mois de mars comme une « capitulation » du Reich devant la double monarchie. À leurs yeux, cet accord ne traduit pas la réalité de l'effort de guerre allemand et aboutit à la modification du rapport de forces au profit de l'Autriche-Hongrie, épuisée par les pénuries, les pertes humaines et matérielles, tandis que la plus grande part de l'effort de guerre de la quadruplice repose sur le Reich et son économie, ce que ne manquent pas de rappeler les militaires,.
Cette manière de concevoir le conflit et la redéfinition de la place du Reich incite les Dioscures et les milieux impérialistes à exiger du chancelier la définition d'un nouveau programme des buts de guerre du Reich et de ses alliés.